# Ford Model F
La Ford Model F è una vettura prodotta dalla Ford Motor Company.

## Profilo
La vettura venne pensata come uno sviluppo più grande e lussuoso della Model A e della Model C. La carrozzeria era del tipo Torpedo, un tipo di carrozzeria aperta con un massimo di tre file di sedili allora molto in voga, a quattro posti. La produzione iniziò nel 1905 e terminò l'anno successivo dopo che ne erano stati prodotti circa 1.000 esemplari.
La vettura costava circa 2.000 dollari USA (1905). Pesava 635 kg (1.400 lb). Il motore era un due cilindri a cilindri contrapposti. La cilindrata era poco superiore ai 2 litri e la potenza era di 12 HP (circa 11,8 CV). Il cambio era a due rapporti.
Con il modello F terminò anche l'abitudine della Ford di numerare i telai in successione tra i vari modelli; l'inizio fu con la Model A i cui telai riportavano i numeri da 1 a 870, seguiti poi dai Model C e Model AC fino al numero 2570 e da quelli della Model F che iniziavano dal 2575.